# 양떼
양떼(The Herd, Suru)는 튀르키예에서 제작된 제키 왹텐 감독의 1978년 영화이다. 타릭 아칸 등이 주연으로 출연하였고 일마즈 귀니 등이 제작에 참여하였다.

## 출연

### 주연
- 타릭 아칸

### 조연
- 턴셀 커티스
- Savas Yurttas